# Аурборг
А́урборг (исл. Sveitarfélagið Árborg) — община на юге Исландии, которая была формирована в 1998 году. Является частью региона Сюдюрланд. Несмотря на большое число населения, Аурборг является одной из самых маленьких общин Исландии. Её население составляет 7811 человек (по данным 2010 года), а площадь — 197 км2. В состав общины входят города Сельфосс (самый крупный город общины с населением более 6 тысяч человек), Эйрарбакки и Стокксейри, а также деревня Сандвикюрхреппюр. До 1998 года все четыре населённых пункта являлись отдельными общинами.

## Населенные пункты
Крупнейший населенный пункт общины, Сельфосс, также является одним из крупнейших городов Исландии. Население города составляет 6,574 человека (по данным 2009 года). Города Эйрарбакки и Стокксейри расположены на берегу Атлантического океана. Эйрарбакки находится в 12 километрах к юго-западу, а Стокксейри в 14 километрах к югу от Сельфосса. Сами города Эйрбакки и Стокксейри находятся в непосредственной близости друг от друга: расстояние между ними составляет меньше пяти километров.

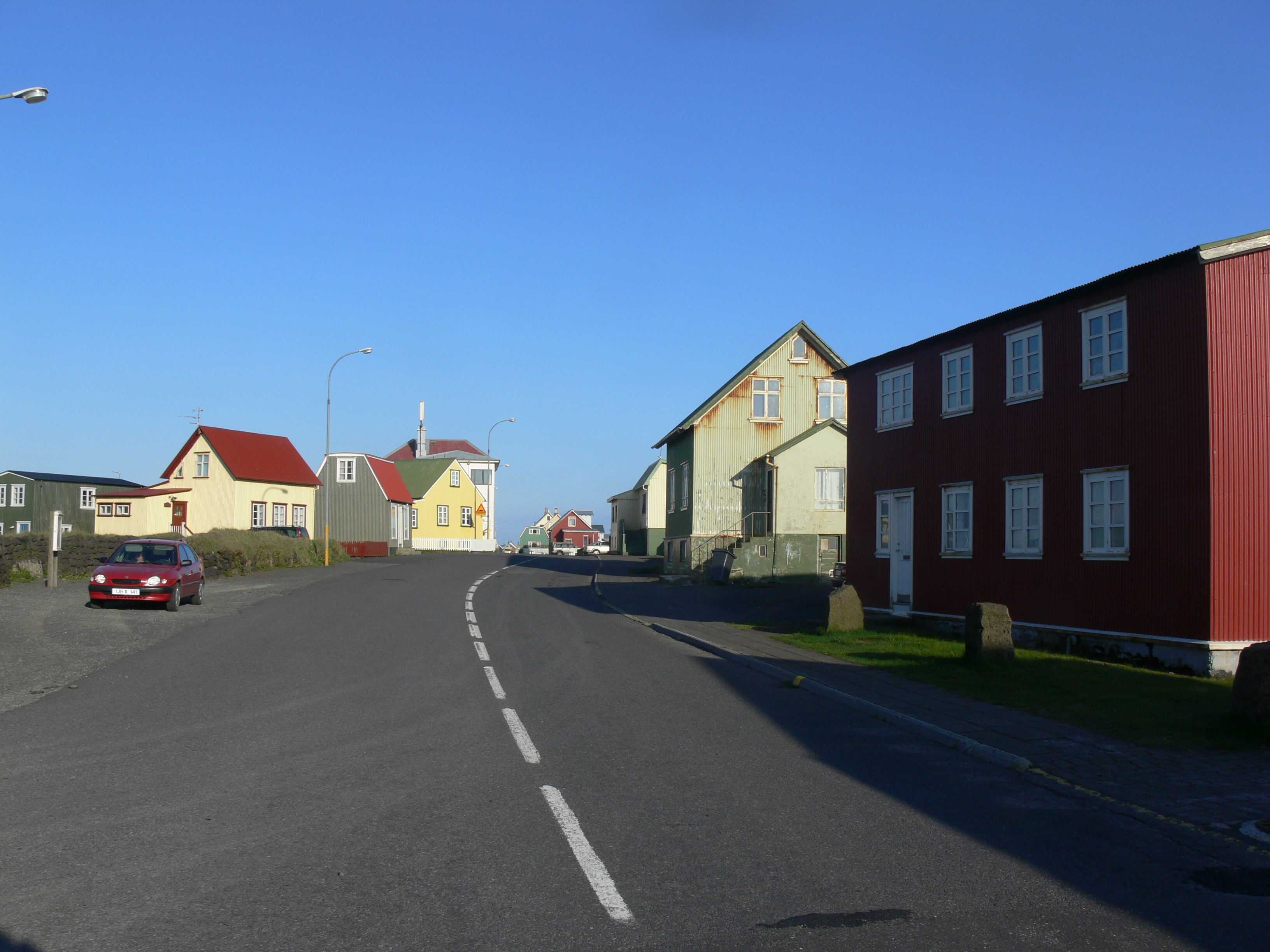
Улица в Эйрарбакки
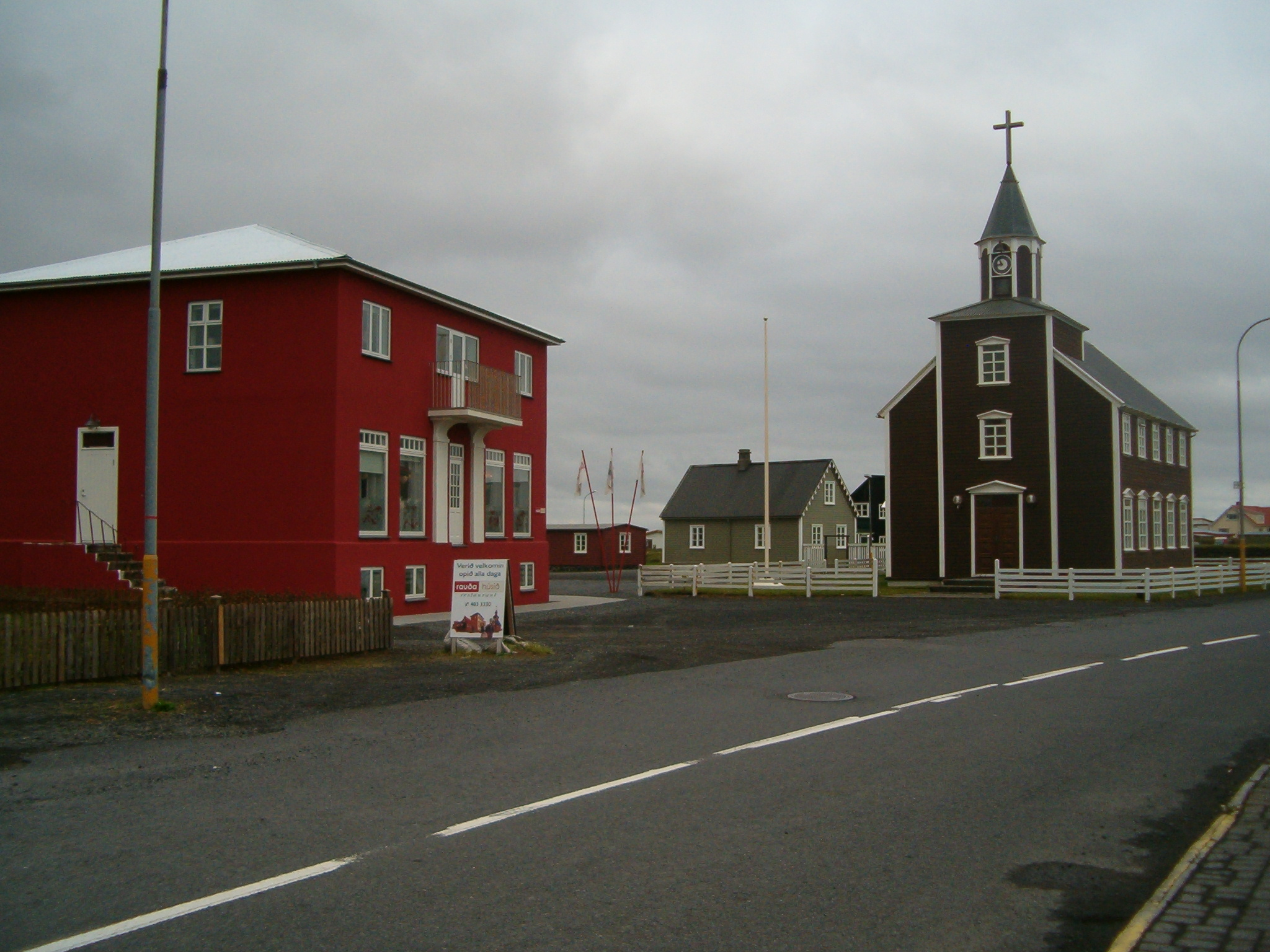
Церковь в Эйрарбакки
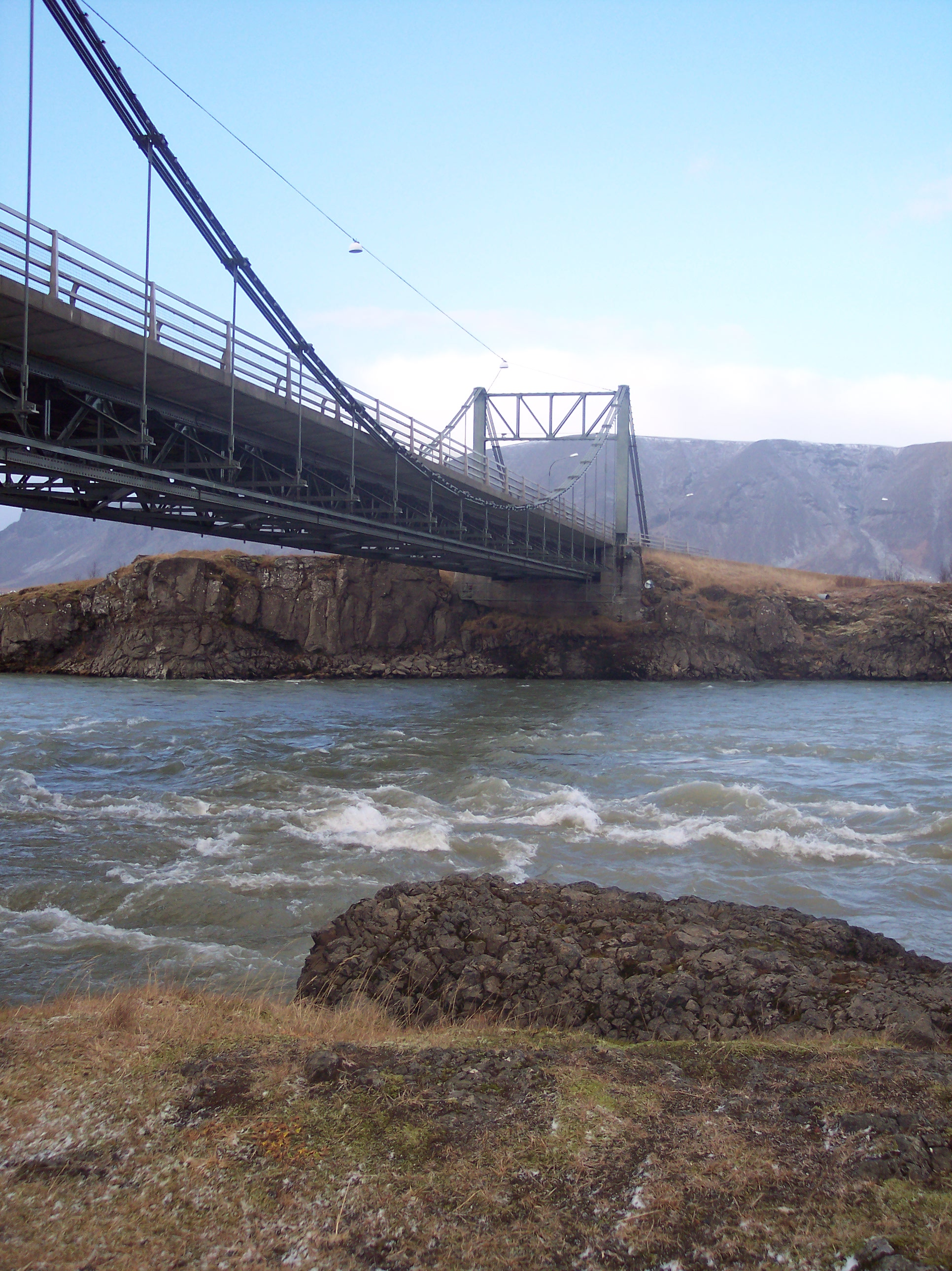
Мост Эльвюсаурбру через реку Эльвюсау, Сельфосс

## Инфраструктура
Через город Сельфосс проходит Хрингвегюр — кольцевая автомобильная дорога, главная магистраль Исландии. Мост Эльвюсаурбру через вторую самую полноводную реку Эльвюсау был построен ещё в 1891 году и пережил множество землетрясений и наводнений, однако пострадал во время бомбардировок армии фашистской Германии и был ремонтирован американскими войсками.

## Города-побратимы
- Кальмар, Швеция
- Савонлинна, Финляндия
- Силькеборг, Дания